# 中国医学科学院肿瘤医院

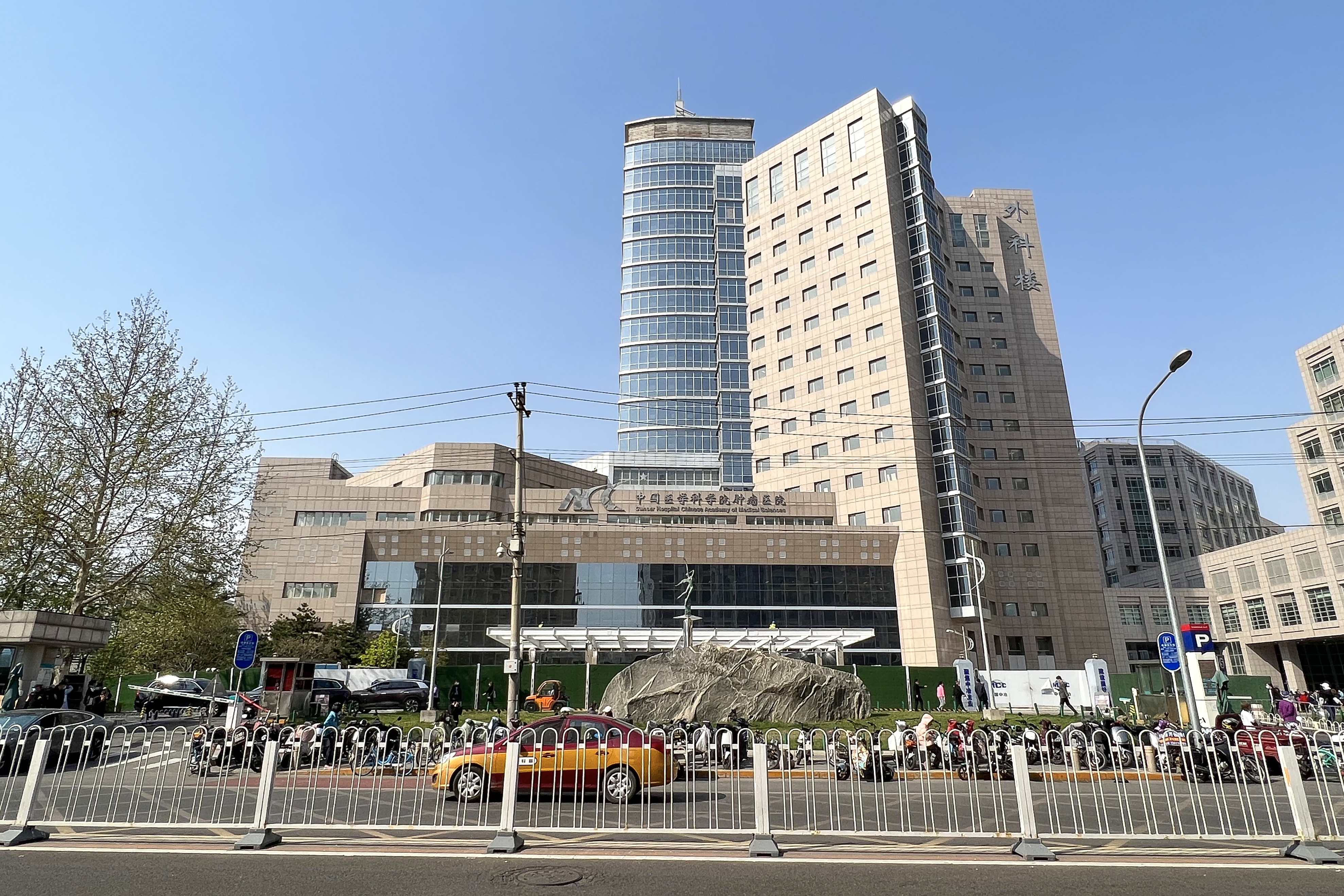
肿瘤医院南门（外科楼）

中国医学科学院肿瘤医院是位于北京市龙潭湖畔的一所三级甲等医院，是1949年之后第一个也是最大的一个肿瘤专科医院。其前身是1958年创办的日坛医院，1964年成立肿瘤研究所。现在的地址是1974年兴建的，1983年开始使用。
中国医学科学院肿瘤医院设有肿瘤内科、头颈肿瘤外科、胸部肿瘤外科、腹部肿瘤外科、泌尿肿瘤外科、妇瘤科、放射治疗科、影像诊断科等21个科室，员工1400多人（包括中国科学院院士2人）、床位1100多张。另外还设有一个分子肿瘤学国家重点实验室。
院所是建国以来第一个肿瘤专科医院，是亚洲地区最大的肿瘤防治研究中心，也是国家药品监督管理局国家药品临床研究基地。院所集肿瘤医疗、科研、教学为一体，全方面进行肿瘤的预防、诊断及治疗的研究。

## 历史
中国医学科学院肿瘤医院肿瘤研究所，始建于1958年，原名日坛医院，1963年增设肿瘤研究所，此后又相继建立了河南林州、江苏启东等肿瘤高发防治现场。1983年迁至北京市东南龙潭湖畔，正式更名为中国医学科学院肿瘤医院肿瘤研究所，1996年通过三级甲等医院评审。2011年加挂国家癌症中心的牌子，同时不再挂肿瘤研究所牌子。

## 院区
除了位于潘家园的主院区之外，还有位于廊坊经济技术开发区的分院区，于2023年12月开诊。